# Nagbukel
Nagbukel è una municipalità di quinta classe delle Filippine, situata nella provincia di Ilocos Sur, nella regione di Ilocos.
Nagbukel è formata da 12 baranggay:
- Balaweg
- Bandril
- Bantugo
- Cadacad
- Casilagan
- Casocos
- Lapting
- Mapisi
- Mission
- Poblacion East
- Poblacion West
- Taleb